# 宋儒 (隆慶進士)
宋儒（1537年—？），字醇夫，號太中，貴州都勻府麻哈州（今貴州麻江縣）官籍直隸定州人，明朝政治人物。

## 生平
嘉靖二十八年（1549年）己酉科貴州鄉試第二十二名舉人。隆慶五年（1571年）辛未科會試第二百五十二名，三甲二百二十二名進士。以土官之子選庶吉士，萬曆元年（1573年）授禮部主事。與兵部主事熊敦朴不和，誣陷其欲彈劾權臣張居正，事發，反被降调为山西布政司经历，萬曆三年致仕，卒。

## 家族
曾祖父宋鉞，州同知；祖父宋鼎，州同知；父宋珠，州同知。母蕭氏。具庆下。